# Telescopi espacial Spitzer
El Telescopi Espacial Spitzer (SST en les seves sigles en anglès) conegut inicialment com a Instal·lació de Telescopi Infraroig Espacial, o SIRTF de les seves sigles en anglès), és un observatori espacial infraroig, el quart i últim dels grans observatoris de la NASA.

## Història
A principis de la dècada de 1970, els astrònoms van començar a considerar la possibilitat de col·locar un telescopi infraroig per sobre dels efectes d'enfosquiment de l'atmosfera terrestre.
El 1979, un informe del Consell Nacional de Recerca de l'Acadèmia Nacional de Ciències, titulat A Strategy for Space Astronomy and Astrophysics for the 1980, va identificar un Shuttle Infrared Telescope Facility (SIRTF) com "una de les dues principals instal·lacions d'astrofísica [que es desenvoluparan] per a Spacelab", una plataforma transportada per un transbordador. Anticipant els principals resultats d'un proper satèl·lit Explorer i de la missió del transbordador, l'informe també va afavorir l'estudi i el desenvolupament de... vols espacials de llarga durada de telescopis infrarojos refredats a temperatures criogèniques".
El llançament al gener de 1983 del Satèl·lit Astronòmic Infraroig, desenvolupat conjuntament pels Estats Units, els Països Baixos i el Regne Unit, per realitzar el primer estudi infraroig del cel, va obrir la gana dels científics de tot el món per a missions espacials de seguiment aprofitant les ràpides millores en la tecnologia de detecció d'infrarojos.
Les observacions infraroges anteriors havien estat realitzades tant per observatoris basats en l'espai com en terra. Els observatoris terrestres tenen l'inconvenient que en longitud d'ona o freqüència infraroges, tant l'atmosfera de la Terra com el mateix telescopi irradien (brillen) intensament. A més, l'atmosfera és opaca a la majoria de les longituds d'ona infraroges. Això requereix llargs temps dexposició i disminueix en gran manera la capacitat de detectar objectes febles. Podria comparar-se amb mirar d'observar les estrelles a l'òptic al migdia des d'un telescopi construït amb bombetes. Els observatoris espacials anteriors (com l'IRAS, el Satèl·lit Astronòmic Infraroig i l'ISO, l'Observatori Espacial Infraroig) es van llançar durant les dècades de 1980 i 1990 i des de llavors s'han aconseguit grans avenços a la tecnologia astronòmica.
La majoria dels primers conceptes contemplaven vols repetits a bord del transbordador espacial de la NASA. Aquest enfocament es va desenvolupar en una era en què s'esperava que el programa del transbordador admetés vols setmanals de fins a 30 dies de durada. Una proposta de la NASA del maig del 1983 va descriure SIRTF com una missió adjunta a un transbordador, amb una càrrega útil d'instruments científics en evolució. S'anticiparen diversos vols amb una probable transició a una manera d'operació més estesa, possiblement en associació amb una futura plataforma espacial o estació espacial. SIRTF seria una instal·lació multiusuari de classe d'1 metre, refredada criogènicament, que constaria d'un telescopi i instruments de pla focal associats. Es llançaria al transbordador espacial i romandria connectat al transbordador com a càrrega útil del laboratori espacial durant les observacions astronòmiques, després de la qual cosa seria retornat a la Terra per a la seva renovació abans de tornar a volar. S'esperava que el primer vol es fes al voltant de 1990 i que els vols següents comencessin aproximadament un any després. No obstant això, el vol Spacelab-2 a bord del STS-51-F va mostrar que l'entorn del transbordador no era adequat per a un telescopi infraroig a bord a causa de la contaminació del buit relativament "brut" associat amb els orbitadors. El setembre del 1983, la NASA estava considerant la "possibilitat d'una missió SIRTF [de vol lliure] de llarga durada".
Spitzer és l'únic dels Grans Observatoris no llançat pel Transbordador espacial, com es pretenia originalment. No obstant això, després del desastre del Challenger de 1986, l'etapa superior del Transbordador-Centaur, que hauria estat necessària per col·locar-ho en la seva òrbita final, va ser abandonada. La missió es va sotmetre a una sèrie de redissenys durant la dècada de 1990, principalment a causa de consideracions pressupostàries. Això va resultar en una missió molt més modesta però encara totalment capaç que podria utilitzar el vehicle de llançament d'un sol ús Delta II més petit.

Una animació de la trajectòria del telescopi espacial Spitzer en relació amb la Terra.
Telescopi espacial Spitzer·
Terra

Un dels avenços més importants d'aquest redisseny va ser l'ús d'una òrbita terrestre del darrere. Els satèl·lits criogènics que requereixen temperatures d'heli líquid (LHe, T ≈ 4 K) en una òrbita propera a la Terra solen estar exposats a una gran càrrega de calor de la Terra i, en conseqüència, requereixen grans quantitats de refrigerant LHe, que després tendeix a dominar la massa de càrrega útil total i limita la vida de la missió. Col·locar el satèl·lit en òrbita solar lluny de la Terra va permetre un refredament passiu innovador. L'escut solar va protegir la resta de la nau espacial de la calor del Sol, el costat més allunyat de la nau espacial es va pintar de negre per millorar la radiació passiva de calor i el bus de la nau espacial es va aïllar tèrmicament del telescopi. Totes aquestes opcions de disseny es van combinar per reduir dràsticament la massa total d'heli necessària, cosa que va resultar en una càrrega útil més petita i lleugera en general, cosa que va resultar en un gran estalvi de costos, però amb un mirall del mateix diàmetre que el dissenyat originalment. Aquesta òrbita també va simplificar l'orientació del telescopi, però va requerir la xarxa d'espai profund de la NASA per a les comunicacions.
El paquet d'instruments principal (telescopi i càmera criogènica) va ser desenvolupat per Ball Aerospace & Technologies, a Boulder, Colorado. Els instruments individuals van ser desenvolupats conjuntament per institucions industrials, acadèmiques i governamentals, sent els directors Cornell, la Universitat d'Arizona, l'Smithsonian Astrophysical Observatory, Ball Aerospace, i el Centre de vol espacial Goddard. Els detectors infrarojos de longitud d'ona més curta van ser desenvolupats per Raytheon a Goleta, Califòrnia. Raytheon va usar antimoniur d'indi i un detector de silici dopat en la creació dels detectors infrarojos. Aquests detectors són 100 vegades més sensibles que els que estaven disponibles al començament del projecte durant la dècada de 1980. Els detectors d'infraroig llunyà (70-160 micròmetres) van ser desenvolupats conjuntament per la Universitat d'Arizona i el Laboratori Nacional Lawrence Berkeley (Lawrence Berkeley National Laboratory) utilitzant gali dopat amb germani. La nau espacial va ser construïda per Lockheed Martin. La missió va ser operada i administrada pel Laboratori de Propulsió a Raig i el Spitzer Science Center, ubicat al campus de Caltech a Pasadena, Califòrnia.

### Llançament i posada en marxa
Va ser llençat el 25 d'agost de 2003 des del Centre Espacial Kennedy, usant com a vehicle de llançament un Delta 7920H ELV.
Seguint la tradició, la NASA va batejar el telescopi després de la seva demostració d'operació amb èxit el 18 de desembre de 2003. A diferència de la majoria dels telescopis que són nomenats per un grup de científics, el nom d'aquest telescopi va ser obtingut en un concurs obert només a nens. El nom final prové del Doctor Lyman Spitzer Junior, considerat un dels científics més influents del segle XX i un dels primers impulsors de la idea de telescopis espacials proposant aquest possibilitat als anys 40.

### Missió càlida i fi de missió
Spitzer es va quedar sense refrigerant d'heli líquid el 15 de maig de 2009, cosa que va aturar les observacions d'infraroig llunyà. Només l'instrument IRAC va romandre en ús, i només a les dues bandes de longitud d'ona més curtes (3,6 μm i 4,5 μm). La temperatura d'equilibri del telescopi estava llavors al voltant de 30 K (−243 °C), i IRAC va continuar produint imatges valuoses en aquestes longituds d'ona com la "Missió Càlida Spitzer".
Al final de la missió, el 2016, la distància de Spitzer a la Terra i la forma de la seva òrbita van significar que la nau espacial va haver d'inclinar-se en un angle extrem per apuntar la seva antena a la Terra. Els panells solars no estaven completament il·luminats en aquest angle, i això va limitar aquestes comunicacions a 2,5 hores a causa de l'esgotament de la bateria. El telescopi es va retirar el 30 de gener del 2020, quan la NASA va enviar un senyal d'apagada al telescopi des del Complex de comunicacions de l'espai profund de Goldstone (GDSCC) instruint al telescopi perquè entri en mode segur. Després de rebre la confirmació que l'ordre va ser reeixida, el Gerent del Projecte Spitzer, Joseph Hunt, va declarar oficialment que la missió havia acabat.

## Característiques
Manté una òrbita heliocèntrica i va equipat amb un telescopi de 85 cm de diàmetre. La duració de la missió Spitzer és d'un mínim de dos anys i mig, possiblement ampliat a cinc amb un cost total de 670 milions de dòlars. Entre els reptes tecnològics amb què s'ha trobat la missió, està al realització del mirall principal, fet de Beril·li.
Amb el telescopi Spitzer es volen estudiar els objectes freds que van des del sistema solar exterior fins als confins de l'univers. Aquest telescopi constitueix l'últim element del Programa dels Grans Observatoris de la NASA, i un dels principals elements del Programa de Recerca Astronòmica dels Orígens (Astronomical Search for Origins Program). El telescopi conté tres instruments capaços d'obtenir imatges, realitzar fotometria en el rang de 3 a 180 micres i obtenir espectres de gran resolució en el rang de 5 a 100 micres.

## Investigacions
El maig del 2007 va obtenir dades sobre un diminut planeta al qual es va denominar HD14026b, el planeta extrasolar era el més calent registrat fins aquell moment amb 3.700°C en superfície.
L'agost del 2008 va detectar una immensa quantitat de vapor d'aigua dins d'un sistema estel·lar en formació anomenat NGC 1333-IRAS 4B. El vapor procedent del núvol central del sistema cau sobre un disc de pols estel·lar del qual sorgirien els planetes i estels. Aquest sistema creix dins del nucli fred de gas i pols. El director de l'estudi Dan M. Watson, de la Universitat de Rochester, a Nova York va dir: "per primera vegada estem veient com arriba l'aigua fins al lloc on es formarien els planetes".

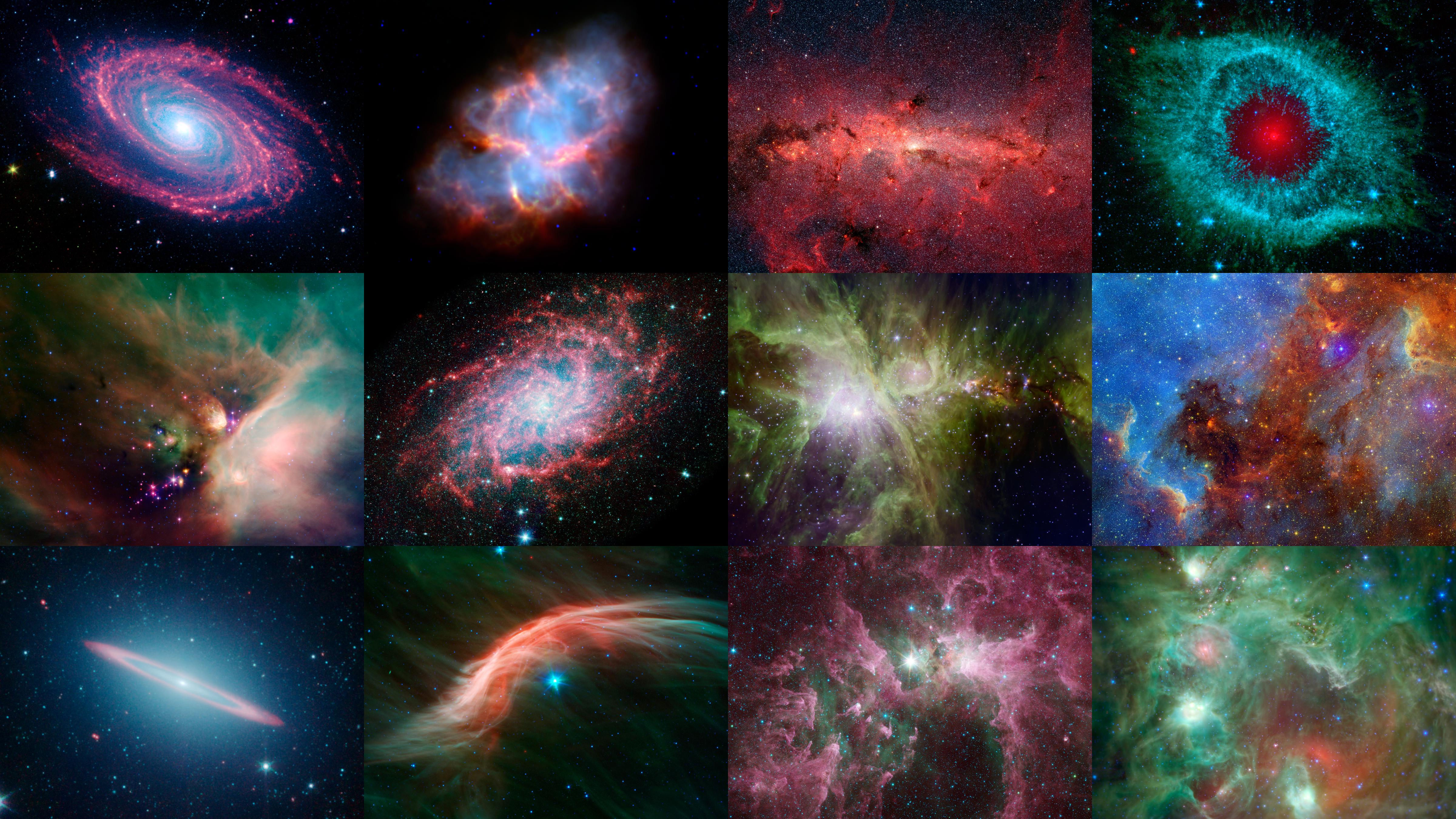
Fotografies a fals color de galàxies preses pel telescopi.

## Instruments

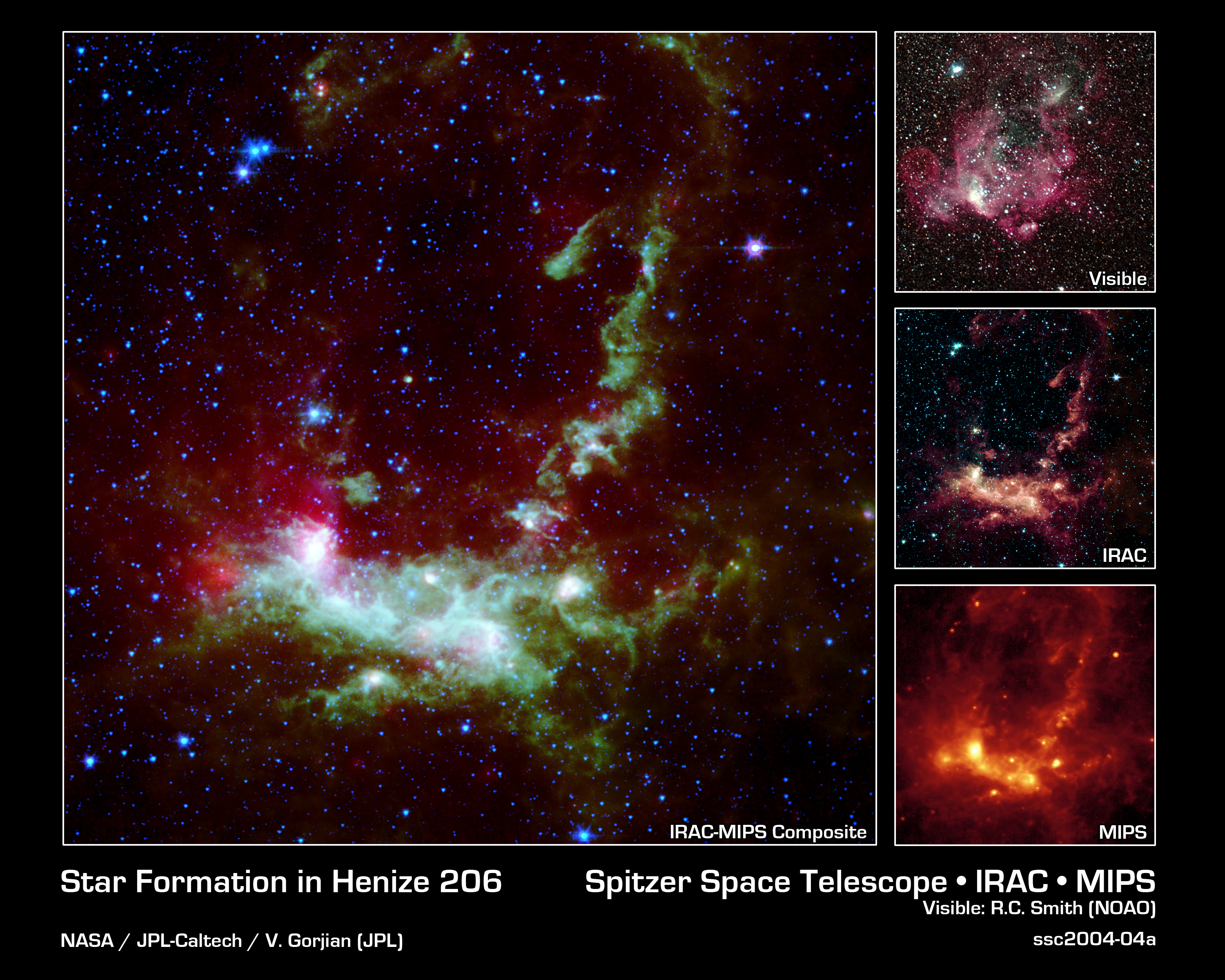
Un Henize 206 vist per diferents instruments el març de 2004. Les imatges separades d'IRAC i MIPS són a la dreta.

Spitzer porta tres instruments a bord:
Infrared Array Camera (IRAC)
Una càmera d'infrarojos que funcionava simultàniament en quatre longituds d'ona (3,6 μm, 4,5 μm, 5,8 μm i 8 μm). Cada mòdul usava un detector de 256 × 256 píxels: el parell de longitud d'ona curta feia servir tecnologia d'antimoniur d'indi, el parell de longitud d'ona llarga feia servir tecnologia de conducció de banda d'impureses de silici dopat amb arsènic. L'investigador principal va ser Giovanni Fazio de Center for Astrophysics | Harvard & Smithsonian; el maquinari de vol va ser construït pel Centre de Vol Espacial Goddard de la NASA.
Infrared Spectrograph (IRS)
Un espectròmetre d'infrarojos amb quatre submòduls que funcionen en longituds d'ona de 5,3 a 14 μm (baixa resolució), de 10 a 19,5 μm (alta resolució), de 14 a 40 μm (baixa resolució) i de 19 a 37 μm (alta resolució). Cada mòdul feia servir un detector de 128 × 128 píxels: el parell de longitud d'ona curta feia servir tecnologia de banda d'impuresa bloquejada amb silici dopat amb arsènic, el parell de longitud d'ona llarga feia servir tecnologia de banda d'impuresa bloquejada amb silici dopat amb antimoni. L'investigador principal va ser James R. Houck de la Universitat de Cornell; el maquinari de vol va ser construït per Ball Aerospace.
 Multiband Imaging Photometer for Spitzer (MIPS)
Tres conjunts de detectors a l'infraroig mitjà a llunyà (128 × 128 píxels a 24 μm, 32 × 32 píxels a 70 μm, 2 × 20 píxels a 160 μm). El detector de 24 μm és idèntic a un dels mòduls de longitud d'ona curta de l'IRS. El detector de 70 μm va fer servir tecnologia de germani dopat amb gal·li, i el detector de 160 μm també va fer servir germani dopat amb gal·li, però amb tensió mecànica agregada a cada píxel per reduir la banda prohibida i estendre la sensibilitat a aquesta longitud d'ona llarga. L'investigador principal va ser George H. Rieke de la Universitat d'Arizona; el maquinari de vol va ser construït per Ball Aerospace.
Els tres instruments van utilitzar heli líquid per refredar els sensors. Quan es va esgotar l'heli, només es van fer servir les dues longituds d'ona més curtes de l'IRAC a la "missió càlida".